# Kavringen
59°54′2.8332″N 10°43′18.646″Ø / 59.900787000°N 10.72184611°Ø
Kavringen er et lille hvalformet skær (holm) i Oslofjorden, nordvest for Hovedøya og i Oslo kommune. Skæret og det lavvandede område omkring  (16 dekar) blev beskyttet som naturreservat den 15. december 1978. Formålet med fredningen er at bevare levesteder  for plante- og dyrelivet særlig med  hensyn til havfugle og deres ynglepladser. Fra 15. april til 15. juli er det færdselsforbud på holmen.
Der findes også en anden holm i indre Oslofjord med samme navn. Denne Kavringen ligger lige op til Nesoddlandet, øst-nordøst for Ildjernet. Her ligger en marina.